# Elaphe quatuorlineata
Elaphe quatuorlineata là một loài rắn trong họ Rắn nước. Loài này được Bonnaterre mô tả khoa học đầu tiên năm 1790.

## Hình ảnh

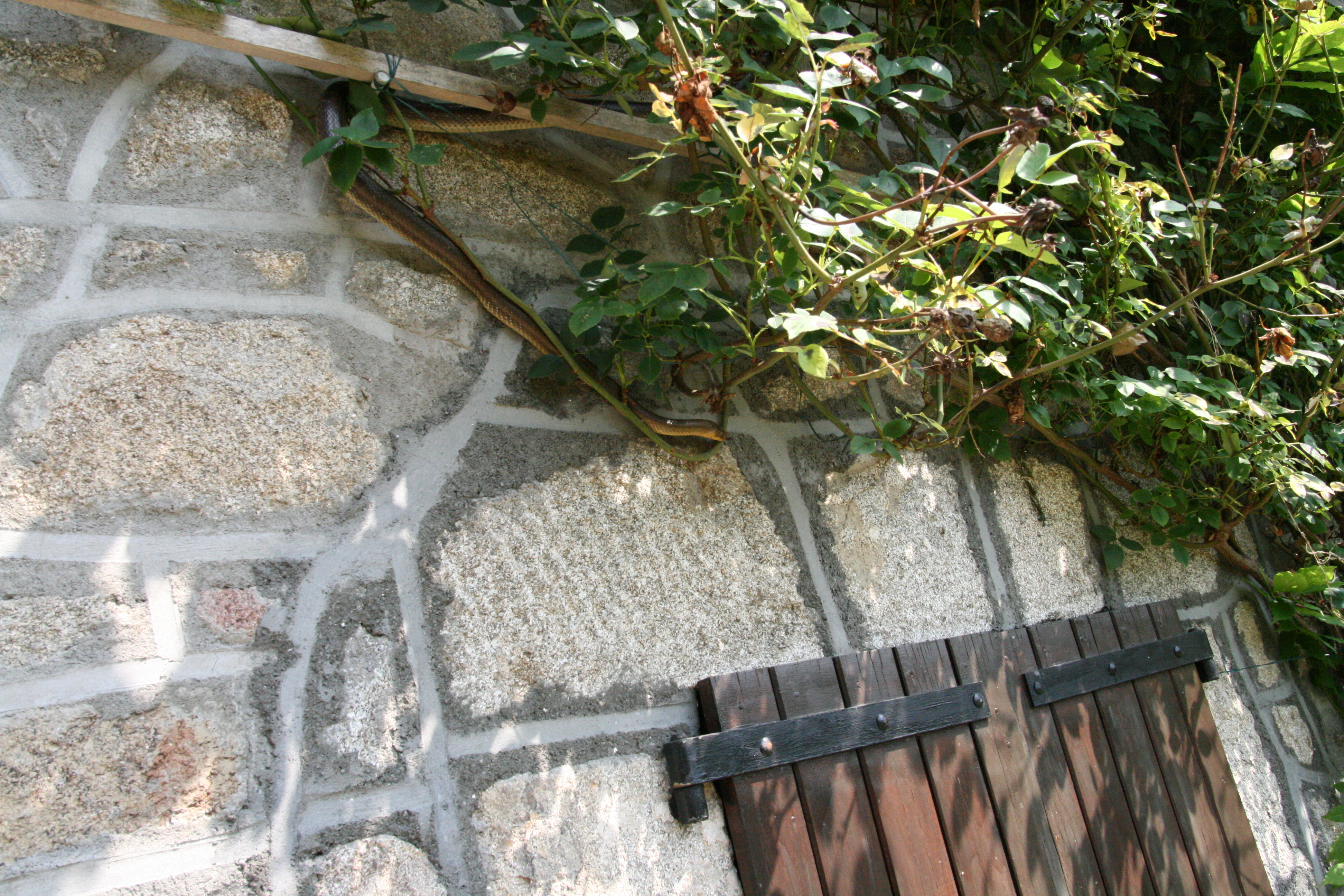
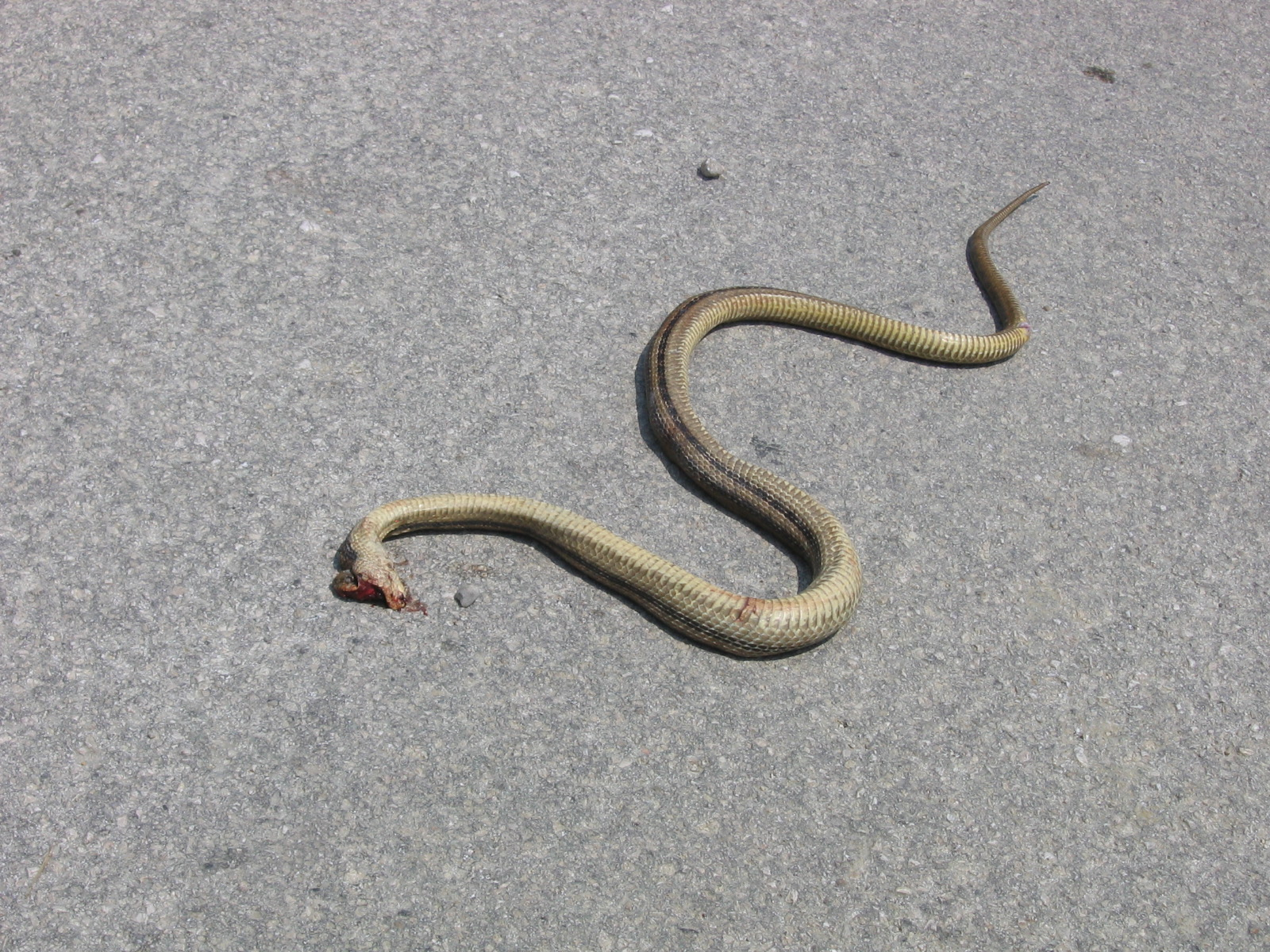
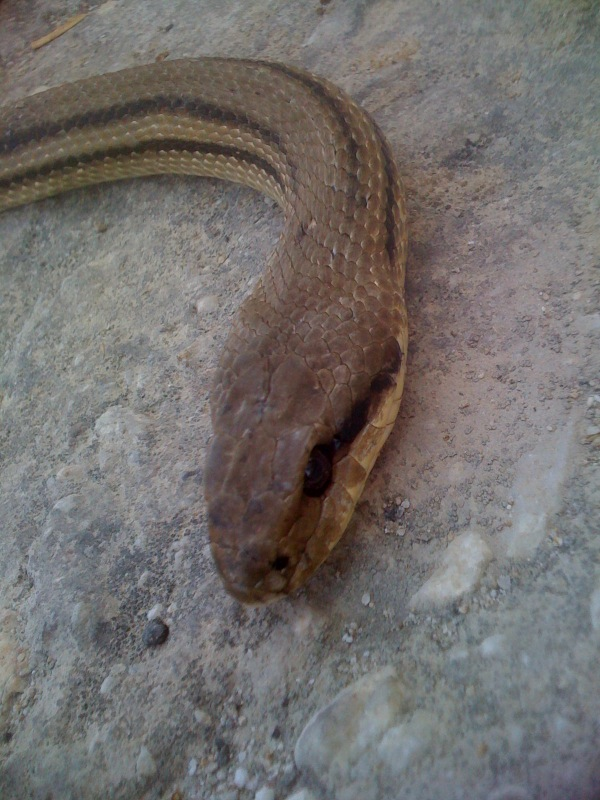